# Nørreport állomás
Nørreport állomás vasútállomás Dániában, Koppenhágában. Dánia legforgalmasabb állomása a 2014-es utasforgalom alapján.

## Vasútvonalak
Az állomást az alábbi vasútvonalak érintik:
- Boulevardbanen
- Nordbanen
- Kystbanen

## Kapcsolódó állomások
A vasútállomáshoz az alábbi állomások vannak a legközelebb:
- Vesterport vasútállomás (Koppenhága főpályaudvar, Solrød Strand vasútállomás, Høje Taastrup vasútállomás, Frederikssund vasútállomás, Nordbanen, A, B, C, S-tog Bx)
- Østerport vasútállomás (Hillerød vasútállomás, Farum vasútállomás, Klampenborg vasútállomás, Helsingør vasútállomás, Østerport vasútállomás, Buddinge vasútállomás, Nordbanen, Kystbanen, A, B, C, Øresundstog, S-tog Bx)
- Koppenhága főpályaudvar (Koppenhága főpályaudvar, Göteborgs centralstation, Kystbanen, Øresundstog)
- Vesterport vasútállomás (Ballerup vasútállomás, H)
- Østerport vasútállomás (Østerport vasútállomás, H)
- Vesterport vasútállomás (Køge vasútállomás, E)
- Østerport vasútállomás (Holte vasútállomás, E)